# Ilir Krasniqi
Ilir Krasniqi (ur. 2 kwietnia 2000 w Bocholt) – kosowski i niemiecki piłkarz, grający na pozycji defensywnego pomocnika, w kosowskim klubie KF Llapi. Wychowanek KF Fushë Kosova. Były młodzieżowy i obecny seniorski reprezentant Kosowa.